# Skoroszyce (gemeente)
De gemeente Skoroszyce is een landgemeente in het Poolse woiwodschap Opole, in powiat Nyski.
De zetel van de gemeente is in Skoroszyce.
Op 30 juni 2004 telde de gemeente 6526 inwoners.

## Oppervlakte gegevens
In 2002 bedroeg de totale oppervlakte van gemeente Skoroszyce 103,61 km², waarvan:
- agrarisch gebied: 87%
- bossen: 4%

De gemeente beslaat 8,47% van de totale oppervlakte van de powiat.

## Demografie
Stand op 30 juni 2004:
| Omschrijving                   | Totaal | Totaal | Vrouwen | Vrouwen | Mannen | Mannen |
| ------------------------------ | ------ | ------ | ------- | ------- | ------ | ------ |
| eenheid                        | aantal | %      | aantal  | %       | aantal | %      |
| inwoners                       | 6526   | 100    | 3249    | 49,8    | 3277   | 50,2   |
| bevolkingsdichtheid (inw./km²) | 63     | 63     | 31,4    | 31,4    | 31,6   | 31,6   |

In 2002 bedroeg het gemiddelde inkomen per inwoner 1274,21 zł.

## Administratieve plaatsen (sołectwo)
Brzeziny, Czarnolas, Chróścina, Giełczyce, Mroczkowa, Makowice, Pniewie, Sidzina, Skoroszyce, Stary Grodków.

## Aangrenzende gemeenten
Grodków, Łambinowice, Niemodlin, Pakosławice